# パーソナルウォータークラフト安全協会
特定非営利活動法人パーソナルウォータークラフト安全協会（ - あんぜんきょうかい、英称：Personal Watercraft Safety Association、略称：PW安全協会、PWSA）は、パーソナルウォータークラフト（水上オートバイ）の安全性向上に向けて設立された特定非営利活動法人で水上オートバイ製造販売業者、関係団体、愛好家、専門家らで結成されている。本部は静岡県磐田市。事務局は兵庫県明石市。

## 沿革
- 1990年 - 任意団体として発足
- 2007年7月 - 特定非営利活動法人化

## 会員

### 地方会員
都道府県ブロックごとに加盟している。

### 特別会員
- 株式会社カワサキモータースジャパン
- ヤマハ発動機株式会社第2マーケティング部
- BRPジャパン株式会社

### 賛助会員
- 日本マリン事業協会